# DR 137 283 bis 287
Die Triebwagen 137 283 bis 287 waren eine Triebwagenbaureihe, die ursprünglich für die Deutsche Reichsbahn als Schnelltriebwagen für den Ruhrschnellverkehr gebaut wurde. Die Baureihe entstand neben den fünf zweiteiligen Ruhrtriebwagen als Vergleichsvariante, um auch Fahrzeuge mit hydraulischer Kraftübertragung für den Ruhrschnellverkehr zu erproben. Von den Fahrzeugen blieben nach dem Zweiten Weltkrieg VT 137 284 und 287 bei der  Deutschen Reichsbahn und VT 137 283 und 286 bei der  ČSD, wo sie als M 493.001-002 bezeichnet wurden. Diese beiden Fahrzeuge kehrten jedoch bis 1955 wieder zur Reichsbahn zurück. Der letzte dreiteilige Ruhr schied 1970 aus dem Bestand der Deutschen Reichsbahn aus.

## Geschichte

### Reichsbahn-Zeit
Diese Fahrzeuge wurden von Westwaggon hergestellt und in der zweiten Hälfte 1939 an die Deutsche Reichsbahn ausgeliefert.
Die Triebwagen konnten für ihr gedachtes Einsatzgebiet, dem Ruhrschnellverkehr, nicht mehr verwendet werden, sondern wurden der Reichsbahndirektion Dresden zugewiesen. Dort wurden sie aber fast gar nicht eingesetzt, es sind bis zum 1. Januar 1940 lediglich 3.000 bis 4.000 km Laufleistung bekannt. Später wurden sie der Wehrmacht zur Verfügung gestellt, waren aber dort nur Reservefahrzeuge.
Zwei Fahrzeuge, der VT 137 284 und der VT 137 287 waren nach Kriegsende auf dem Gebiet der späteren DDR zu finden. Der VT 137 283 und der VT 137 286 waren auf dem Gebiet der ČSD verblieben. Der VT 137 285 gilt als bei den Bombenangriffen auf Dresden verbrannt.

### Nachkriegsära
Die beiden bei der Deutschen Reichsbahn verbliebenen Fahrzeuge erhielten nach dem Krieg den zweifarbigen Einheitsanstrich mit hellgrauer Schürze und waren im Bahnbetriebswerk Dresden-Pieschen beheimatet. Von beiden Fahrzeugen konnte erst nur eines wieder aufgearbeitet werden und versah die unterschiedlichsten Dienste. Auf Grund der Ausrüstung mit Scharfenbergkupplung konnten Einsätze mit Schnelltriebwagen zusammen unternommen werden. Ende der 1950er und in den 1960er Jahren konnten jedoch beide Triebwagen zusammen verkehren. Nun konnten Leistungen gefahren werden, die mit einem Fahrzeug noch nicht realisierbar waren, z. B. nach Leipzig oder Bautzen. Der herausragende Einsatz war der Dt 179/180 nach Stralsund über Berlin, die Gegenleistung wurde mangels geeigneter Fahrzeuge mit einer Einheit aus Einheitswagen, bestehend aus zwei VT und VB durchgeführt.
1948 erschien mit VT 137 283 (M 493.001) ein Rückkehrer von der ČSD. Er stand zunächst Jahre lang in dem RAW Wittenberge abgestellt, konnte aber schon 1953 wieder im Betriebsdienst beobachtet werden. Er wurde danach bis etwa 1969 von der DR eingesetzt. Es muss noch erwähnt werden, dass er 1953 abweichend von den anderen beiden Fahrzeugen mit roter Lackierung als Friedenszug eingesetzt wurde. 1962 war er wieder in zweifarbiger Ausführung unterwegs. Der zweite Triebwagen von den ČSD (M 493.002, früher VT 137 286) kehrte 1955 nach Dresden zurück und wurde im RAW Wittenberge zerlegt. Seine Baugruppen konnten als Ersatzteile der eingesetzten Züge verwendet werden. Nach der Auflösung des Bw Dresden-Pieschen wurden die Fahrzeuge nach Templin abgegeben. Offenbar bestand für sie kein geeigneter Einsatz mehr, denn sie wurden bereits 1969 abgestellt und ein Jahr später ausgemustert, während die zweiteiligen Ruhrtriebwagen noch die Umnummerung bei der DR erlebten. Somit ist heute kein Ruhrtriebwagen mehr erhalten und Erinnerungen gibt es nur durch historische Fotografien.

## Fahrzeugbeschreibung
Das dreigliedrige Fahrzeug bestand aus zwei End- und einem Mittelwagen, die über antriebslose Jakobs-Drehgestelle miteinander verbunden waren. Die äußeren Drehgestelle der Endwagen waren die Maschinendrehgestelle mit der dieselhydraulischen Antriebsanlage.
Die Wagenkästen bestanden wie bei den Einheitstriebwagen aus leichten Stahlprofilen und -blechen in Schweißkonstruktion. An den Wagenenden der Endwagen waren Übergangstüren für das Fahrpersonal mit Brücke, die jedoch noch wie bei den Einheitswagen außermittig angeordnet waren. Die Übergänge zwischen End- bzw. Mittelwagen für das Fahrpersonal waren wie bei den Schnelltriebwagen mit äußeren und inneren Faltenbalgen geschützt und besaßen Übergangstüren mit 800 mm lichter Weite.
Bezeichnet wurde ein Triebwagen mit den Teilbuchstaben a, b und c. Der Endwagen a enthielt neben der Maschinenanlage und dem Führerstand einen Gepäckraum mit Außendrehtüren, einen Traglastenraum, der den Einstiegsraum mit beinhaltete. Von da an war ein Großraumabteil 3. Klasse bis zum Fahrzeugende. Der Mittelwagen b besaß ebenso ein Abteil 3. Klasse, ihm schloss sich ein Einstiegsraum an, und danach war ein Großraumabteil 2. Klasse, das durch Trennwände in Raucher/Nichtraucher unterteilt war. Am anderen Ende war ein kleiner weiterer Einstiegsraum. Im Endwagen c war nur ein Großraumabteil 3. Klasse vorhanden, das durch einen Einstiegsraum getrennt war. Nach einem weiteren kleinen Einstiegsraum folgte der Maschinenraum mit Führerstand. Die Außentüren der Wagen waren als Schiebetüren unterschiedlicher Weite ausgeführt, in den größeren Einstiegsräumen waren auch die Toiletten platziert. Die Sitzteilung war in allen Abteilen 1+3, alle Sitze waren gepolstert ausgeführt. Die Drehgestelle waren als Leichtbaureihe Görlitzer Bauart in Schweißkonstruktion hergestellt. Einheitlich betrug bei ihnen der Radstand 3.600 mm.
Die Maschinenanlage war in den Enddrehgestellen in einem Hilfsrahmen elastisch gelagert. Außerhalb der Drehgestelle befanden sich lediglich die Kühlanlage für das Kühlwasser sowie die Abgassammelleiste incl. Abgashutze. Als Antriebsmotor war bei den ersten drei Fahrzeugen der Maybach GO 56 und bei den letzten beiden Fahrzeugen der Mercedes-Benz OM 86 verwendet worden. Die Kraftübertragung war einheitlich mit einem Zweiwandlergetriebe von Voith ausgeführt.